# Pieve dei Santi Giusto e Clemente (Murlo)
La pieve dei Santi Giusto e Clemente è una chiesa cattolica situata a Casciano, nel comune di Murlo.
La presenza di un monastero femminile dedicato a san Giusto avrebbe conferito a Casciano l'appellativo "delle Donne". Soppresso nel 1463, la sua chiesa ricevette la dignità di pieve di Murlo. L'odierno edificio, riferibile al tardo periodo romanico, presenta un impianto a croce latina a unica navata, con transetto sporgente e scarsella terminale. L'edificio appare privo di caratteri decorativi, fatta eccezione per la finestra della facciata, ornata da una ghiera a sezione circolare, caratterizzata da un motivo bicromo. Il semplice portale architravato è sormontato da un arco a tutto sesto.